# Аль-Манифа
Аль-Манифа — гора, расположенная в 20 км к северу от Аджнуны недалеко от Вади-эль-Хроб в северо-западной части Саудовской Аравии. Предположив, что слово Хроб — это искажённое Хорив, в начале XX века Алоис Мусил и Х. Филби независимо предложили, что Аль-Манифа была библейской горой Синай.
Манифа имеет запасы нефти в 11 млрд баррелей. В этой области ведётся разработка нефтяных месторождений.